# 2/23/03 – Perth, Australia
2/23/03 – Perth, Australia es un álbum doble en vivo realizado por la banda de rock alternativa estadounidense Pearl Jam. Fue lanzado a la venta en tiendas el 10 de junio de 2003.

## Visión general
El álbum fue grabado en vivo en el Burswood Domo de Perth, Australia, el 23 de febrero de 2003. Fue el único bootleg oficial que Pearl Jam lanzó a la venta en tiendas de la gira australiana de promoción del álbum Riot Act y es uno de seis bootlegs oficiales que fueron publicados para su venta en tiendas. Allmusic lo calificó con dos de un total de cinco estrellas. El escritor de Allmusic Jason Birchmeier dijo: "De todas las grabaciones en vivo que Pearl Jam liberó a tiendas en 2003, el concierto final de la visita de la banda a Australia...Es probablemente el menos interesante." Un vídeo de "Throw Your Arms Around Me" grabado de este concierto aparece como característica extra en el DVD Live at the Garden.

## Lista de canciones

### Disco uno
1. "Long Road" (Eddie Vedder) – 5:56
2. "Save You" (Jeff Ament, Matt Cameron, Stone Gossard, Mike McCready, Vedder) – 3:55
3. "Gods' Dice" (Ament) – 2:21
4. "Corduroy" (Dave Abbruzzese, Ament, Gossard, McCready, Vedder) – 5:39
5. "Given to Fly" (McCready, Vedder) – 3:47
6. "Even Flow" (Vedder, Gossard) – 6:37
7. "Get Right" (Cameron) – 2:43
8. "Cropduster" (Cameron, Vedder) – 4:02
9. "Jeremy" (Vedder, Ament) – 5:40
10. "Elderly Woman Behind the Counter in a Small Town" (Abbruzzese, Ament, Gossard, McCready, Vedder) – 3:34
11. "I Am Mine" (Vedder) – 4:00
12. "Love Boat Captain" (Boom Gaspar, Vedder) – 5:32
13. "MFC" (Vedder) – 2:24
14. "Improv" – 2:35
15. "Habit" (Vedder) – 3:54

### Disco dos
1. "You Are" (Cameron, Vedder) – 4:44
2. "Wishlist" (Vedder) – 4:52
3. "1/2 Full" (Ament, Vedder) – 5:04
4. "Insignificance" (Vedder) – 4:25
5. "Go" (Abbruzzese, Ament, Gossard, McCready, Vedder) – 3:15
6. "Encore Break" – 2:23
7. "Do the Evolution" (Gossard, Vedder) – 4:02
8. "Better Man" (Vedder) – 4:25
9. "Daughter" (Abbruzzese, Ament, Gossard, McCready, Vedder) – 6:51
10. "Crazy Mary" (Victoria Williams) – 6:58
11. "Encore Break" – 1:26
12. "Throw Your Arms Around Me" (Mark Seymour) (con Mark Seymour) – 4:45
13. "Alive" (Vedder, Gossard) – 5:52
14. "Fortunate Son" (John Fogerty) (con Johnny Marr) – 4:58

## Posiciones en listas
| Lista (2003)            | Posición |
| ----------------------- | -------- |
| Australian Albums Chart | 34       |